# 戚夫人
戚夫人（？—前194年），又稱戚姬，定陶县（今山东省菏泽市定陶区），汉高祖劉邦寵妃，趙王劉如意生母，屡次恃宠而骄企图以庶夺嫡。劉邦死後，戚夫人被呂虐殺於茅房，死狀甚慘，其子刘如意也被吕后谋害。

## 生平
刘邦做汉王时娶了戚姬，十分宠爱，戚姬生刘如意。太子刘盈为人仁爱懦弱，高祖认为他不像自己，常常打算废掉太子改立如意，说“如意像我”。戚姬经常跟从皇帝出征关东，日夜哭泣，希望册立自己的儿子为太子。而吕雉年纪大了，常常留守在关中，很少见到皇帝，就越发被疏远了。如意被封为赵王，留居长安，有好几次几乎被立为太子，但公卿大臣竭力反对，到了叔孙通进谏时，吕后采用留侯张良的计策，才没有更换太子。
高祖駕崩後惠帝即位，呂后大權在握，隨即把戚夫人囚於永巷，剃其頭髮，使戴枷鎖、穿赭紅囚衣，罰其舂米、服勞役。戚夫人因而作《永巷歌》自嘆：「子为王，母为虏！终日舂薄暮，常与死相伍！相离三千里！谁当使告汝！」（兒子當國王，母亲却成了奴隶。每天舂米一直到太陽落西，還常常怕被人殺死。我們母子相隔三千里，能找誰去告訴你？）呂后聞之大怒：「乃欲倚女（汝）子邪？」（居然想要倚靠你兒子嗎？）於是設計毒殺了劉如意。
劉如意死後，呂后使人挖去戚夫人的雙眼、熏聾其耳、灌藥致啞、斷其手足，然後丟進茅房裡，命名為「人彘」，意思即如豬之人。呂后故意命宦官引惠帝去看人彘，惠帝得知那是戚夫人後悲痛大哭，大病一場，派人對呂后說：「此非人所為。臣為太后子，終不能復治天下！」（這種事不是人作得出來的。兒臣作為太后的兒子，已經沒有辦法治理天下了。）此後，惠帝日夜飲酒作樂，不聽政事，因而致疾，在位七年便駕崩。

## 亲属
- 父亲：戚鳃
- 母亲：□氏
- 丈夫：刘邦
- 儿子：刘如意（中毒而亡）

## 封神
由於戚夫人最後慘死於茅房，因此在中國陝西、河南和河北等省有不少民眾視之為廁神，每逢上元節、中元節，有在家中廁所外祭祀戚夫人的習俗。明馮應京《月令廣義》正月令，記載：「元宵請戚姑之神。蓋漢之戚夫人死于廁，故凡請者詣廁請之。今俗稱七姑，音近是也。」

## 出身名字
史书上没有记载戚夫人的生父、也沒記載其名字。清王相《百家姓考略》載，戚夫人是临辕侯戚鰓的女兒。
在柏杨编著的《中国帝王皇后亲王公主世系录》一书，称其为戚懿，其出处不得而知，因此一般多不採信。